# Багдасарян, Даниел Аракелович
Даниел Аракелович Багдасарян (1909, Шушинский уезд — ?) — советский хлебороб, Герой Социалистического Труда (1948).

## Биография
Родился в 1909 году в селе Гюней-калер Шушинского уезда Елизаветпольской губернии (ныне село Гюнейхырман Ходжавендского района Азербайджана/село в Мартунинском районе непризнанной НКР).
Участник Великой Отечественной войны.
С 1935 года колхозник, звеньевой колхоза «Коммунизм» Мартунинского района НКАО Азербайджанской ССР. В 1947 году получил урожай пшеницы 31,9 центнер с гектара на площади 15 гектаров.
Указом Президиума Верховного Совета СССР от 10 марта 1948 года за Багдасарову Даниелу Аракеловичу присвоено звание Героя Социалистического Труда с вручением ордена Ленина и золотой медали «Серп и Молот».
Активно участвовал в общественной жизни Азербайджана. Член КПСС с 1948 года.
Проживал в селе Чертаз.